# Happy Jack
Happy Jack är även namnet på ett mindre samhälle i Arizona, USA.
Happy Jack är en låt skriven av Pete Townshend och lanserad som vinylsingel av rockgruppen The Who i december 1966. Låten blev en framgång i stora delar av Europa och blev deras första egentliga hit i USA våren 1967. Eftersom "Happy Jack" varit framgångsrik i USA gavs gruppens andra album A Quick One ut med titeln Happy Jack där. Låtens inledande vers sjungs av basisten John Entwistle, medan resten av den sjungs av Roger Daltrey. Låttexten handlar om en ung man vid namn Jack som trakasseras av en hop barn, men inte går att få på dåligt humör. I slutet av låten kan man höra Townshend ropa "-I saw you!" (-Jag såg dig!) vilket tros ha varit riktat med Keith Moon som ska ha försökt smyga in i studion under sånginspelningen.
Låten framfördes flitigt av The Who under konserter sent 1960-tal, men senare spelades den bara sporadiskt.

## Listplaceringar
| Lista (1967)   | Position               |
| -------------- | ---------------------- |
| Australien     | 5 (Go Set)             |
| Danmark        | 6 (DR "Top 20")        |
| Finland        | 8                      |
| Flandern       | 12                     |
| Frankrike      | 21                     |
| Kanada         | 1 (RPM)                |
| Nederländerna  | 5                      |
| Norge          | 4 (VG-lista)           |
| Nya Zeeland    | 6                      |
| Storbritannien | 3                      |
| Sverige        | 7 (Kvällstoppen)       |
| Sverige        | 5 (Tio i topp)         |
| USA            | 24 (Billboard Hot 100) |
| Vallonien      | 14                     |
| Västtyskland   | 4                      |
| Österrike      | 7                      |